# Ячек, Хелена
Кристина Хелена Ячек (англ. Krystina Helena Jaczek) — канадский врач, политический и государственный деятель. Член Либеральной партии Канады. Член Палаты общин Канады от округа Маркем — Стоуффвилл с 2019 года. Министр общественных работ и закупки Канады с 31 августа 2022 года по 26 июля 2023 года. В прошлом — министр, ответственный за Федеральное агентство экономического развития Южного Онтарио (2021—2022).

## Биография
Иммигрировала с семьёй в Канаду из Англии в детстве, в возрасте 12 лет.
Получила степень доктора медицины и магистра наук о здоровье Торонтского университета, а также степень магистра делового администрирования в бизнес-школе Schulich School of Business Йоркского университета.
Много лет работала в больнице Women’s College Hospital в Торонто. Также была медицинским работником и комиссаром службы здравоохранения в региональном муниципалитете Йорк в провинции Торонто, где в течение 18 лет отвечала за общественное здравоохранение, скорую помощь и долговременный уход. Была членом правления некоммерческой организации Reena, предоставляющей услуги людям с нарушениями развития, и дома престарелых Yee Hong Centre for Geriatric Care.
С 2007 по 2018 год была членом Законодательного собрания Онтарио от округа Ок-Риджс — Маркем. В Исполнительном совете Онтарио при премьере Кейтлин Винн занимала должность министра населения и социальных служб (2014—2018), затем министра здравоохранения и долговременного ухода (январь — июнь 2018).
По результатам парламентских выборов 2019 года избрана членом Палаты общин Канады от Либеральной партии Канады в округе Маркем — Стоуффвилл в провинции Онтарио.
26 октября 2021 года стала министром, ответственным за Федеральное агентство экономического развития Южного Онтарио. 31 августа 2022 года при перестановке в правительстве назначена министром общественных работ и закупки Канады вместо Филомены Тасси.
26 июля 2023 года в ходе серии кадровых перемещений исключена из правительства.